# Apollo/Domain
Apollo/Domain is een serie werkstations die door Apollo Computer ontwikkeld, geproduceerd en verkocht werden van circa 1980 tot 1989. De machines zijn gebouwd rond de Motorola 68000-serie processoren, met uitzondering van de DN10000, dat een RISC-gebaseerd systeem was met één tot vier Apollo PRISM-processoren.

## Hardware
Een Apollo-werkstation leek op een moderne pc, met een basiseenheid, toetsenbord, muis en beeldscherm. Vroege modellen waren gemonteerd in kleine 19 inchracks die naast een bureau of onder een tafel kunnen geplaatst worden. De DN300 en latere DN330 zijn ontworpen als alles-in-één-computers die gemakkelijk op een bureau passen.
Elk Apollo-systeem (zelfs wanneer het geen deel uitmaakte van een computernetwerk) bevatte ten minste één netwerkinterface. Aanvankelijk was dit een 12 Mbit/s Apollo Token Ring (ATR) interface, later werd ook een 10 Mbit/s Ethernet-interface als optie toegevoegd. ATR was over het algemeen de betere keuze, vanwege de extreme schaalbaarheid. Ethernet kampte in die tijd met een ernstig prestatieverlies als er extra machines aan het netwerk werden toegevoegd. Dit gold niet voor ATR, dat gemakkelijk meer dan 100 machines op één netwerk kon hebben. Een nadeel van ATR was dat één machinestoring (bijvoorbeeld door een defecte connector) het hele netwerk platlegde. Om deze reden bood Apollo een optioneel netwerkbekabelingssysteem aan dat het mogelijk maakte om machines probleemloos los te koppelen en te verplaatsen.  Apollo Token Ring-netwerken gebruikten 75 ohm RG-6/U coaxiale bekabeling.

## Besturingssystemen
Het originele besturingssysteem was Apollo's eigen product genaamd Aegis, dat later werd hernoemd naar Domain/OS. De Aegis en Domain/OS-systemen boden geavanceerde functies voor die tijd, zoals een objectgeoriënteerd bestandssysteem, netwerktransparantie, diskless booting en een grafische gebruikersomgeving. Domain/OS bood bovendien interoperabiliteit met BSD, System V en POSIX.

## Modellen
De naamgeving bestond uit DN (voor Domain Node) met een modelnummer. Systemen zonder beeldscherm kregen de naam DSP (voor Domain Service Processor) met een modelnummer.
Het eerste model was het DN416-werkstation, later aangeduid als DN100 nadat het groene beeldscherm vervangen werd door een zwart-witscherm. Dit systeem gebruikte twee 68000-processors en implementeerde virtueel geheugen (waar de 68000 theoretisch niet toe in staat is) door één processor te stoppen wanneer er een page fault optreedt en de andere processor de fout te laten afhandelen, om vervolgens de primaire processor vrij te geven wanneer de pagina in het geheugen geladen is. Latere modellen gebruikten 68010-, 68020-, 68030- en 68040-processors die ingebouwde ondersteuning hebben voor virtueel geheugen. Sommige werkstations hebben bit-slice CPU-implementaties met een instructieset die compatibel is met de 68000.
De DSP90 was een bestandsserver die een standaard Multibus-backplane en I/O-controllers gebruikte. De diskcontroller ondersteunde maximaal vier 500 MB harde schijven. Er was ook een 9-track tapecontroller beschikbaar.
De DN560 en DN660 waren vroege high-endsystemen die in kleine 19 inchracks werden ondergebracht. Deze systemen konden kleurenvideokaarten met grafische versnellers hebben. De DN300 en latere DN330 zijn alles-in-één-computers.
Eind jaren 80 introduceerde Apollo de DN3000 en DN4000 in een IBM PC-stijl behuizing met 68020-processors, IBM-AT-compatibele ISA-uitbreidingsslots en pc-compatibele diskdrives. Dit waren de belangrijkste modellen van het Apollo-assortiment in het midden tot eind van de jaren 80. Gebruikers konden in principe een standaard AT-uitbreidingskaart installeren, maar omdat hiervoor een speciaal stuurprogramma moest worden geschreven kwam dit in de praktijk zelden voor. Een typisch systeem bevatte tussen de 2 en 32 MB geheugen, een harde schijf van 76, 150 of 330 MB (heel af en toe 660 MB) en een 32-bits 68020-processor met een kloksnelheid van 12 MHz tot 25 MHz, afhankelijk van het model. Via een halfhoge uitbreidingssleuf kon een 5¼-inch diskettelezer of een QIC-tapedrive toegevoegd worden. Om een printer aan te koppelen werd het systeem standaard geleverd met een seriële poort. Een parallelle printerpoort was beschikbaar via een seriële/parallelle uitbreidingskaart.
De DN3000 en DN4000 werden later geüpgraded naar DN3500 en DN4500 met een snellere 68030-processor. De DN3500 was ongeveer net zo krachtig als de DN4000. Een DN5500 met een 68040-processor werd ook in beperkte hoeveelheden geproduceerd.
De DN10000-serie gebruikte Apollo PRISM-processors met een kloksnelheid van 18,2 MHz en bevatte tussen de 8 en 128 MB geheugen.

### Overname door HP
Kort nadat HP in 1989 Apollo had overgenomen, werd het basiswerkstation DN2500 uitgebracht voor US$ 3.900, geadverteerd als "4 Mips, 4 MB geheugen, voor minder dan $ 4.000". Het systeem beschikte over een geïntegreerd moederbord met pc-standaard DRAM single in-line memory modules, wat een aanzienlijk verschil vormde met modellen van de concurrentie die nog steeds aangepaste geheugenmodules gebruikten. Het moederbord bevatte een SCSI-schijfcontroller voor een optionele harde schijf en een enkele AT-uitbreidingssleuf voor de installatie van een netwerkkaart, zodat het systeem verbinding kon maken met een van de drie ondersteunde netwerken: Apollo Token Ring, IBM Token Ring of Ethernet. De basisconfiguratie had een monochroom beeldscherm met een resolutie van 1024x800 pixels, maar ook beeldschermen met een resolutie van 1280x1024 pixels werden ondersteund.

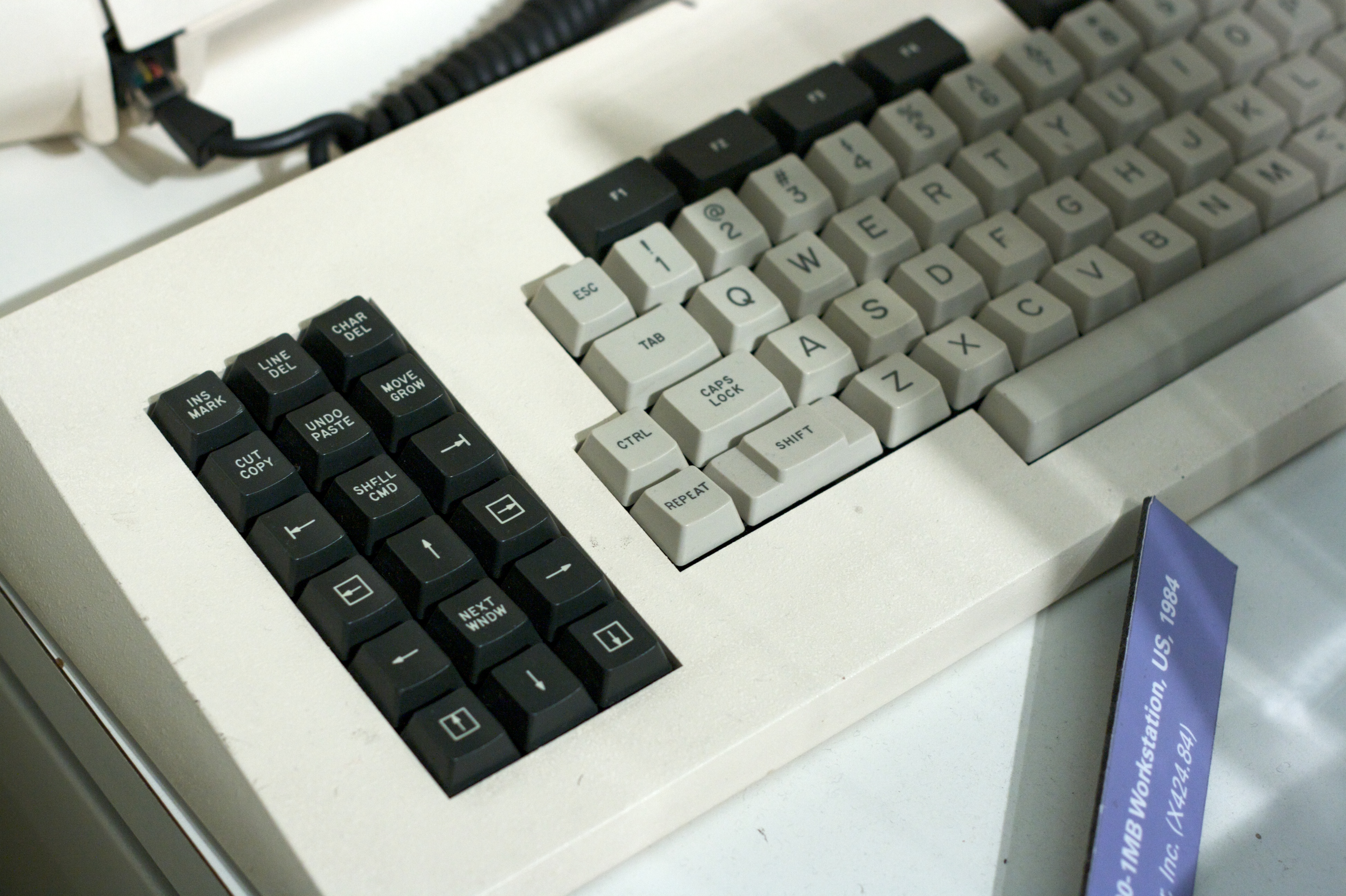
Extra toetsen op een Apollo-toetsenbord

In 1990 bracht HP de HP 9000 serie 400-lijn van werkstations op de markt: de HP/Apollo 425t was een "pizza box"-ontwerp met een enkel netwerkuitbreidingsslot, de HP/Apollo 433s was een deskside serversysteem met meerdere uitbreidingsslots. Deze computers konden zowel Domain/OS als HP-UX draaien. Deze keuze moest echter bij aankoop gemaakt worden, deels omdat HP-UX en Domain/OS-functionaliteit verschillende toetsenborden en muizen vereisten, maar ook omdat de Domain/OS-varianten een Token Ring-kaart bevatten die niet meegeleverd werd voor de HP-UX-varianten.